# Филоктет, Рене
Рене Филоктет (фр. René Philoctète, 16 ноября 1932, Жереми — 17 июля 1995, Порт-о-Пренс) — гаитянский писатель, писал на французском языке.

## Биография
В конце 1950-х — начале 1960-х входил в литературную группу Haïti littéraire (Антони Фелпс, Франкетьен и др.), выступал как поэт и драматург. Преподавал в коллеже. В 1965 несколько месяцев жил в Канаде, но — в отличие от многих его друзей — не эмигрировал. После окончания диктатуры отца и сына Дювалье(1986) вёл колонку в популярной ежедневной газете Le Nouvelliste.

## Произведения

### Стихи
- Время людей/ Saison des hommes. Port-au-Prince: s.n., 1960.
- Margha. Illustrations de Luckner Lazard. Port-au-Prince: Art Graphique Presse, 1961.
- Барабаны солнца, поэма/ Les tambours du soleil. Port-au-Prince: Imprimerie des Antilles, 1962 (инсценирована Фобером Боливаром в Порт-о-Пренсе в 1999)
- Promesse. Port-au-Prince: s.n., 1963
- Et caetera. Port-au-Prince: s.n., 1967 (переизд.: Port-au-Prince: Atelier Fardin, 1974)
- Эти острова, не стоящие на месте/ Ces îles qui marchent. Port-au-Prince: Spirale, 1969 (переизд.: Port-au-Prince: Éditions Mémoire, 1992)
- Margha; Les tambours du soleil; Ces îles qui marchent (факсимильное переизд.). Nendeln: Kraus Reprint, 1970.
- Herbes folles. Port-au-Prince: s.n. 1982.
- Ping-Pong politique. Port-au-Prince: s.n., 1987.
- Caraïbe. Port-au-Prince: s.n., 1982; Port-au-Prince: Éditions Mémoire, 1995.
- Anthologie poétique. Édition établie et présentée par Lyonel Trouillot. Paris: Actes Sud, 2003.

### Пьесы
- Rose morte. Port-au-Prince: 1962 (мимеограф)
- Boukman, ou le rejeté des enfers. Port-au-Prince: 1963 (мимеограф)
- Escargots. Port-au-Prince: 1965 (мимеограф)
- Monsieur de Vastey. Port-au-Prince: Éditions Fardin, 1975

### Романы
- День восьмой/ Le huitième jour. Port-au-Prince: Éditions de l’an 2000, 1973 (премия издательства Éditions de l’an 2000)
- Le peuple des terres mêlées. Port-au-Prince: Deschamps, 1989 (на англ. яз. — 2005, с предисловием Эдвидж Дантика)
- Une saison de cigales. Port-au-Prince: Éditions Conjonction, 1993

### Новеллы
- Il faut dès fois que les dieux meurent. Port-au-Prince: s.n., 1992

## Признание
Премия Правительства Аргентины (1992). Книги Филоктета выходили в переводах на испанском и английском языках.